# Microgomphus
Genre
Microgomphus est un genre de libellules de la famille des Gomphidae (sous-ordre des Anisoptères, ordre des Odonates). 

## Liste d'espèces
Selon BioLib (29 décembre 2020) :
- Microgomphus camerunensis Longfield, 1951
- Microgomphus chelifer Selys, 1858
- Microgomphus corbeti Pinhey, 1951
- Microgomphus jannyae Legrand, 1992
- Microgomphus jurzitzai Karube, 2000
- Microgomphus lilliputians Fraser, 1923
- Microgomphus loogali Fraser, 1923
- Microgomphus nyassicus (Grünberg, 1902)
- Microgomphus schoutedeni Fraser, 1949
- Microgomphus souteri Fraser, 1924
- Microgomphus thailandica Asahina, 1981
- Microgomphus torquatus (Selys, 1854)
- Microgomphus verticalis (Selys, 1873)
- Microgomphus wijaya Lieftinck, 1940
- Microgomphus zebra (Martin, 1911)